# Курортна справа в Україні
Куро́рти Украї́ни — це природно-рекреаційні території, що поєднують лікувальні ресурси, сприятливий клімат та розвинену інфраструктуру для оздоровлення, відпочинку та туризму. Завдяки різноманітності ландшафтів — від гірських масивів Карпат до морських узбереж Чорного та Азовського морів — Україна пропонує широкий спектр курортів, які приваблюють як вітчизняних, так і іноземних відвідувачів.

## Історія розвитку курортної справи в Україні
Санаторно-курортна справа в Україні має глибоке історичне коріння. Перші згадки про використання природних лікувальних ресурсів датуються ще ХІХ століттям, коли почали розвиватися кліматичні курорти Південного узбережжя Криму, бальнеологічні курорти Передкарпаття та Закарпаття, Поділля, Полтавщини, а також грязьові курорти Криму та Одещини.
У ХХ столітті ці курорти зазнали особливого розвитку, ставши популярними місцями оздоровлення та відпочинку.

## Основні курортні регіони

### Карпати та Закарпаття
Цей регіон славиться бальнеологічними курортами, такими як Трускавець, Східниця, Шаян, Поляна. Мінеральні води тут використовуються для лікування захворювань шлунково-кишкового тракту, печінки та обміну речовин. Курорти розташовані в мальовничих гірських місцевостях, що сприяє загальному оздоровленню.Студопедія+6КИЙАВІА+6ДорогаВказ+6

### Чорноморське узбережжя
Курорти Одеси, Затоки, Коблевого, Залізного Порту приваблюють відпочивальників теплим морем, піщаними пляжами та сонячним кліматом. Тут також розташовані грязьові курорти, де застосовуються лікувальні грязі для терапії опорно-рухового апарату та шкірних захворювань.ДорогаВказКурорт

### Азовське узбережжя
Курорти Бердянська, Кирилівки, Генічеська відомі своїми мілководними пляжами, що робить їх популярними серед сімей з дітьми. Також тут використовуються лікувальні грязі та мінеральні води.ДорогаВказ

### Центральна та Східна Україна
Курорти Миргород, Хмільник, Слов'янськ спеціалізуються на бальнеологічному лікуванні. Миргородська мінеральна вода відома своїми лікувальними властивостями для шлунково-кишкового тракту. Хмільник славиться радоновими водами, які застосовуються для лікування нервової системи та опорно-рухового апарату.ДорогаВказ

## Сучасний стан та перспективи розвитку
Станом на 2025 рік, в Україні функціонує понад 60 курортів державного та місцевого значення. Багато з них активно модернізуються, впроваджуючи новітні технології в сфері медичної реабілітації та оздоровлення. Зростає інтерес до екологічного туризму, що сприяє розвитку курортів у гірських та лісових регіонах.Ukraine-is
Держава підтримує розвиток курортної інфраструктури через інвестиційні програми та законодавчі ініціативи. Зокрема, Закон України "Про курорти" регламентує діяльність у цій сфері, сприяючи збереженню природних лікувальних ресурсів та розвитку туристичної галузі.moodle.znu.edu.uaКурорт+1moodle.znu.edu.ua+1